# Malcolm Barcola
Malcolm Barcola (Lione, 14 maggio 1999) è un calciatore francese naturalizzato togolese, portiere svincolato della nazionale togolese.

## Biografia
È nato a Lione da genitori di origini togolesi. È il fratello di Bradley Barcola, anch'egli calciatore professionista.

## Carriera

### Club
Inizia a giocare a calcio nelle giovanili dell'Olympique Lione, che nel 2018 lo aggrega alla formazione riserve. Il 2 luglio 2022 si accasa ai bosniaci del Tuzla City. Dopo un anno di inattività, il 2 luglio 2024 si accorda con il Paços Ferreira, nella seconda divisione portoghese.

### Nazionale
Nel 2018 accetta la convocazione da parte della nazionale togolese, paese di origine dei genitori. Esordisce in nazionale il 10 settembre 2019 in Togo-Comore (2-0), gara valida per le qualificazioni ai Mondiali 2022.

## Statistiche

### Presenze e reti nei club
Statistiche aggiornate al 2 luglio 2024.
| Stagione          | Squadra           | Campionato        | Campionato | Campionato | Coppe nazionali | Coppe nazionali | Coppe nazionali | Coppe continentali | Coppe continentali | Coppe continentali | Altre coppe | Altre coppe | Altre coppe | Totale | Totale |
| Stagione          | Squadra           | Comp              | Pres       | Reti       | Comp            | Pres            | Reti            | Comp               | Pres               | Reti               | Comp        | Pres        | Reti        | Pres   | Reti   |
| ----------------- | ----------------- | ----------------- | ---------- | ---------- | --------------- | --------------- | --------------- | ------------------ | ------------------ | ------------------ | ----------- | ----------- | ----------- | ------ | ------ |
| 2018-2019         | Olympique Lione 2 | N2                | 5          | -15        | -               | -               | -               | -                  | -                  | -                  | -           | -           | -           | 5      | -15    |
| 2019-2020         | Olympique Lione 2 | N2                | 5          | -10        | -               | -               | -               | -                  | -                  | -                  | -           | -           | -           | 5      | -10    |
| 2020-2021         | Olympique Lione 2 | N2                | 3          | -4         | -               | -               | -               | -                  | -                  | -                  | -           | -           | -           | 3      | -4     |
| 2021-2022         | Olympique Lione 2 | N2                | 14         | -22        | -               | -               | -               | -                  | -                  | -                  | -           | -           | -           | 14     | -22    |
| Totale O. Lione 2 | Totale O. Lione 2 | Totale O. Lione 2 | 27         | -51        |                 | -               | -               |                    | -                  | -                  |             | -           | -           | 27     | -51    |
| 2022-2023         | Tuzla City        | PL                | 8          | -12        | CB              | 3               | -6              | UECL               | 0                  | 0                  | -           | -           | -           | 11     | -18    |
| 2024-2025         | Paços Ferreira    | SL                | 0          | 0          | CP              | 0               | 0               | -                  | -                  | -                  | -           | -           | -           | 0      | 0      |
| Totale carriera   | Totale carriera   | Totale carriera   | 35         | -63        |                 | 3               | -6              |                    | 0                  | 0                  |             | -           | -           | 38     | -69    |

### Cronologia presenze e reti in nazionale
| Cronologia completa delle presenze e delle reti in nazionale ― Togo | Cronologia completa delle presenze e delle reti in nazionale ― Togo | Cronologia completa delle presenze e delle reti in nazionale ― Togo | Cronologia completa delle presenze e delle reti in nazionale ― Togo | Cronologia completa delle presenze e delle reti in nazionale ― Togo | Cronologia completa delle presenze e delle reti in nazionale ― Togo | Cronologia completa delle presenze e delle reti in nazionale ― Togo | Cronologia completa delle presenze e delle reti in nazionale ― Togo |
| Data                                                                | Città                                                               | In casa                                                             | Risultato                                                           | Ospiti                                                              | Competizione                                                        | Reti                                                                | Note                                                                |
| ------------------------------------------------------------------- | ------------------------------------------------------------------- | ------------------------------------------------------------------- | ------------------------------------------------------------------- | ------------------------------------------------------------------- | ------------------------------------------------------------------- | ------------------------------------------------------------------- | ------------------------------------------------------------------- |
| 10-9-2019                                                           | Lomé                                                                | Togo                                                                | 2 – 0                                                               | Comore                                                              | Qual. Mondiali 2022                                                 | -                                                                   |                                                                     |
| 10-10-2019                                                          | Fos-sur-Mer                                                         | Capo Verde                                                          | 2 – 1                                                               | Togo                                                                | Amichevole                                                          | -2                                                                  |                                                                     |
| 13-10-2019                                                          | Salon-de-Provence                                                   | Togo                                                                | 1 – 1                                                               | Guinea Equatoriale                                                  | Amichevole                                                          | -1                                                                  |                                                                     |
| 14-11-2019                                                          | Lomé                                                                | Togo                                                                | 0 – 1                                                               | Comore                                                              | Qual. Coppa d'Africa 2021                                           | -1                                                                  |                                                                     |
| 18-11-2019                                                          | Kasarani                                                            | Kenya                                                               | 1 – 1                                                               | Togo                                                                | Qual. Coppa d'Africa 2021                                           | -1                                                                  |                                                                     |
| 12-10-2020                                                          | Tunisi                                                              | Togo                                                                | 1 – 1                                                               | Sudan                                                               | Amichevole                                                          | -1                                                                  |                                                                     |
| 14-11-2020                                                          | Il Cairo                                                            | Egitto                                                              | 1 – 0                                                               | Togo                                                                | Qual. Coppa d'Africa 2021                                           | -1                                                                  |                                                                     |
| 17-11-2020                                                          | Lomé                                                                | Togo                                                                | 1 – 3                                                               | Egitto                                                              | Qual. Coppa d'Africa 2021                                           | -3                                                                  |                                                                     |
| 5-6-2021                                                            | Manavgat                                                            | Togo                                                                | 2 – 0                                                               | Guinea                                                              | Amichevole                                                          | -                                                                   |                                                                     |
| 8-6-2021                                                            | Bakau                                                               | Gambia                                                              | 1 – 0                                                               | Togo                                                                | Amichevole                                                          | -1                                                                  |                                                                     |
| 1-9-2021                                                            | Thiès                                                               | Senegal                                                             | 2 – 0                                                               | Togo                                                                | Qual. Mondiali 2022                                                 | -2                                                                  |                                                                     |
| 9-10-2021                                                           | Lomé                                                                | Togo                                                                | 1 – 1                                                               | Rep. del Congo                                                      | Qual. Mondiali 2022                                                 | -1                                                                  |                                                                     |
| 12-10-2021                                                          | Brazzaville                                                         | Rep. del Congo                                                      | 1 – 2                                                               | Togo                                                                | Qual. Mondiali 2022                                                 | -1                                                                  |                                                                     |
| 1-9-2021                                                            | Thiès                                                               | Senegal                                                             | 2 – 0                                                               | Togo                                                                | Qual. Mondiali 2022                                                 | -2                                                                  |                                                                     |
| 24-3-2022                                                           | Aksu                                                                | Togo                                                                | 3 – 0                                                               | Sierra Leone                                                        | Amichevole                                                          | -                                                                   |                                                                     |
| 29-3-2022                                                           | Aksu                                                                | Togo                                                                | 1 – 1                                                               | Benin                                                               | Amichevole                                                          | -1                                                                  |                                                                     |
| 3-6-2022                                                            | Lomé                                                                | Togo                                                                | 2 – 2                                                               | eSwatini                                                            | Qual. Coppa d'Africa 2023                                           | -2                                                                  |                                                                     |
| 7-6-2022                                                            | Marrakech                                                           | Capo Verde                                                          | 2 – 0                                                               | Togo                                                                | Qual. Coppa d'Africa 2023                                           | -2                                                                  |                                                                     |
| 24-9-2022                                                           | Le Petit-Quevilly                                                   | Costa d'Avorio                                                      | 2 – 1                                                               | Togo                                                                | Amichevole                                                          | -1                                                                  | 62’                                                                 |
| 27-9-2022                                                           | Casablanca                                                          | Guinea Equatoriale                                                  | 2 – 2                                                               | Togo                                                                | Amichevole                                                          | -2                                                                  |                                                                     |
| 14-6-2023                                                           | Johannesburg                                                        | Togo                                                                | 2 – 0                                                               | Lesotho                                                             | Amichevole                                                          | -                                                                   | 63’                                                                 |
| 14-10-2024                                                          | Lomé                                                                | Togo                                                                | 0 – 1                                                               | Algeria                                                             | Qual. Coppa d'Africa 2025                                           | -1                                                                  |                                                                     |
| 13-11-2024                                                          | Monrovia                                                            | Liberia                                                             | 1 – 0                                                               | Togo                                                                | Qual. Coppa d'Africa 2025                                           | -1                                                                  |                                                                     |
| 17-11-2024                                                          | Lomé                                                                | Togo                                                                | 3 – 0                                                               | Guinea Equatoriale                                                  | Qual. Coppa d'Africa 2025                                           | -                                                                   |                                                                     |
| 22-3-2025                                                           | Lomé                                                                | Togo                                                                | 2 – 2                                                               | Mauritania                                                          | Qual. Mondiali 2026                                                 | -2                                                                  |                                                                     |
| Totale                                                              |                                                                     | Presenze                                                            | 25                                                                  |                                                                     | Reti                                                                | -28                                                                 |                                                                     |